# Pietro Pellegri
Pietro Pellegri (Gênova, 17 de março de 2001) é um futebolista italiano que atua como atacante. Atualmente joga no Empoli, emprestado pelo Torino.

## Carreira
Estreou como profissional no jogo entre Torino e Genoa, em 22 de dezembro de 2016. Entrou no lugar do venezuelano Tomás Rincón aos 43 minutos do segundo tempo, quando a partida já estava em 1 a 0 para o clube de Turim. A participação fez Pellegri igualar o recorde de Amedeo Amadei - ambos estrearam profissionalmente aos 15 anos e 280 dias. Ele ainda tornou-se o primeiro atleta italiano nascido em 2001 a disputar um jogo da Série A.

## Títulos

### Prêmios individuais
- 60 jovens promessas do futebol mundial de 2018 (The Guardian)[4]